# Reigns
Reigns es un videojuego de estrategia desarrollado por Nerial y publicado por Devolver Digital. El juego se sitúa en la época medieval, aunque con muchas diferencias a la del mundo real, el jugador asume el papel de un rey que debido a un pacto con el demonio se reencarna en todos los monarcas de ese reino, teniendo que tomar las decisiones de forma que se mantenga el equilibrio entre los cuatro poderes e intentar así ostentar el cargo el máximo tiempo posible. El juego fue lanzado digitalmente para iOS, Android, Microsoft Windows, Linux y macOS. El juego fue lanzado en el Nintendo Switch el 20 de septiembre de 2018.
El juego posee dos entregas más: Reigns: Her Majesty y Reigns: Game of Thrones. En el primero controlamos a una reina consorte en la Edad Moderna que también se reencarna aunque por diferentes motivos este juego fue lanzado digitalmente para iOS, Android, Microsoft Windows, Linux, macOS y Stadia y ha salido junto con la primera entrega en un pack en la Nintendo Switch. El segundo estaría basado en la serie ''Juego de Tronos'' este juego tiene programado su lanzamiento para octubre de 2018, en el controlaremos a varios personajes de la serie en el papel de reyes de Poniente.

## Jugabilidad
Como rey los jugadores toman decisiones que nos proponen diversos personajes, generalmente para decir que sí habrá que arrastrar la tarjeta del personaje a la derecha y para decir que no a la izquierda cada decisión hará disminuir o crecer el poder de uno o varios de los cuatro elementos a tener en cuenta en el juego: la Iglesia, el Pueblo, el Ejército, y el Tesoro (Se situarán en la parte superior de la pantalla), el jugador tendrá que intentar mantener un equilibrio entre los cuatro para aguantar el mayor tiempo sin morir ya que si cualquiera de ellos se vacía o se llena el rey morirá y se pasara a jugar con el siguiente, junto con diversas muertes por eventos (Por ejemplo morir de viejo) hacen un total de 26 muertes diferentes.
El objetivo real, aparte de durar lo máximo posible en el poder, es el de romper la maldición impuesta por el Diablo a lo largo de diversos reinados.

## Desarrollo
El juego fue desarrollado por el estudio londinense Nerial, en una entrevista para el medio Polygon François Alliot, desarrollador principal del juego, comentó que el equipo quería: "burlarse de la forma en que nuestras sociedades tienden a lidiar con los problemas". Los desarrolladores intentaron hacer que el jugador sintiera la desconexión entre la simplicidad del esquema de control de "deslizamiento" y las consecuencias a las que llevan sus decisiones, lo que inevitablemente resulta en la muerte del rey poniendo así fin a su reinado.

## Recepción
Según Metacritic, ha cosechado buenas notas, la mayoría de reseñas destacan su parecido con el esquema de Tinder aunque según Alex Hern de The Guardian existen ciertas elecciones en el juego "sin sentido", y de consecuencias poco claras.
El juego ganó la competetición internacional en la convención Ludicious 2017.